# چغک‌چینی تیره
چغک‌چینی تیره (نام علمی: Schoeniparus brunneus) نام یک گونه از تیره لیکویی‌های زمینی است.